# Maple Leafs de Saint-Jean
Les Maple Leafs de Saint-Jean (en anglais : St. John's Maple Leafs) sont une franchise professionnelle de hockey sur glace ayant évolué dans la Ligue américaine de hockey de 1991 à 2005.

## Histoire
Les Maple Leafs de Saint-Jean sont nés après le déménagement de la franchise des Saints de Newmarket dans la ville de Saint-Jean. Affiliée tout au long de son existence aux Maple Leafs de Toronto, la franchise a remporté trois titres de division (1993, 1994 et 1997), un titre de saison régulière (1994) et a été finaliste en 1993 de la Coupe Calder qu'elle n'a jamais remporté.
En 2005, malgré une bonne popularité et une bonne fréquentation du public, l'équipe est déménagée à Toronto pour réduire les frais de transport des joueurs et est rebaptisée Marlies de Toronto.

## Statistiques
| Saison    | PJ | V  | D  | N  | DP | DTB | BP  | BC  | Pts | Classement            | Séries éliminatoires |
| --------- | -- | -- | -- | -- | -- | --- | --- | --- | --- | --------------------- | -------------------- |
| 1991-1992 | 80 | 39 | 29 | 12 | -- | --  | 325 | 285 | 90  | 2e division Atlantic  | Finalistes           |
| 1992-1993 | 80 | 41 | 26 | 13 | -- | --  | 351 | 308 | 95  | 1er division Atlantic | Éliminés au 2e tour  |
| 1993-1994 | 80 | 45 | 23 | 12 | -- | --  | 360 | 287 | 102 | 1er division Atlantic | Éliminés au 2e tour  |
| 1994-1995 | 80 | 33 | 37 | 10 | -- | --  | 263 | 263 | 76  | 2e division Atlantic  | Éliminés au 1er tour |
| 1995-1996 | 80 | 31 | 31 | 14 | 4  | --  | 248 | 274 | 80  | 3e division Atlantic  | Éliminés au 1er tour |
| 1996-1997 | 80 | 36 | 28 | 10 | 6  | --  | 265 | 264 | 88  | 1er division Canadian | Éliminés au 2e tour  |
| 1997-1998 | 80 | 25 | 32 | 18 | 5  | --  | 233 | 254 | 73  | 4e division Atlantic  | Éliminés au 1er tour |
| 1998-1999 | 80 | 34 | 35 | 7  | 4  | --  | 246 | 270 | 79  | 2e division Atlantic  | Éliminés au 1er tour |
| 1999-2000 | 80 | 23 | 45 | 8  | 4  | --  | 202 | 277 | 58  | 5e division Atlantic  | Non qualifiés        |
| 2000-2001 | 80 | 35 | 35 | 8  | 2  | --  | 247 | 244 | 80  | 3e division Canadian  | Éliminés au 1er tour |
| 2001-2002 | 80 | 34 | 27 | 17 | 2  | --  | 256 | 240 | 87  | 3e division Canadian  | Éliminés au 2e tour  |
| 2002-2003 | 80 | 32 | 40 | 6  | 2  | --  | 236 | 285 | 72  | 3e division Canadian  | Non qualifiés        |
| 2003-2004 | 80 | 32 | 36 | 8  | 4  | --  | 225 | 265 | 76  | 7e division North     | Non qualifiés        |
| 2004-2005 | 80 | 46 | 28 | 5  | 1  | --  | 244 | 232 | 98  | 2e division North     | Éliminés au 1er tour |

## Entraîneurs
- Marc Crawford (1991-1994)
- Tom Watt (1994-1996)
- Mike Foligno (1995-1996)
- Mark Hunter (1996-1997)
- Al MacAdam (1997-2000)
- Lou Crawford (2000-2003)
- Doug Shedden (2003-2005)

## Records d'équipe

### En un match
Buts : 5  Kyle Wellwood (30 octobre 2004 contre Cleveland)
Aides : 5  Chris Snell (18 novembre 1993 contre Saint-John) et  Kelly Fairchild (14 octobre 1995 contre Saint-John)
Points : 6  Ken McRae (5 janvier 1994 contre Rochester) et  Rich Chernomaz (19 janvier 1994 contre Fredericton)
Arrêts : 63  Jean-Sébastien Aubin (29 décembre 2004 contre Syracuse)
Minutes de pénalité : 42 Rich Chernomaz (6 février 1995 contre Saint-John)

### En une saison
Buts : 53  Patrik Augusta (1993-1994)
Aides : 74 Chris Snell (1993-1994)
Points : 110 Rich Chernomaz (1993-1994)
Minutes de pénalité : 354  Shawn Thornton (1998-1999)
Buts par partie : 2,42  Mike Minard (2000-2001)
%Arrêt : 92,6 %  Sébastien Centomo (2001-2002)
Blanchissages : 6  Jimmy Waite (1999-2000)

### En carrière
Buts : 132  Yanic Perreault
Aides : 196  Nathan Dempsey
Points : 276 Yanic Perreault
Minutes de pénalité : 1215 Shawn Thornton
Victoires de gardien : 80  Marcel Cousineau
Blanchissages : 7 Jimmy Waite
Nombre de parties : 508  Nathan Dempsey